# 大野晴己
大野 晴己（おおの はるみ）は、日本の実業家。株式会社はあもにい代表取締役。採用育成サポート協議会理事長。豊橋創造大学客員教授。工学修士（技術経営）。認定パフォーマンス心理士。

## 経歴
- 1991年2月 SBS静岡放送を退社後、株式会社はあもにいを創業。
- 2000年10月 愛知県岡崎市コミュニティFM局を立ち上げ株主及び取締役を17年間兼務。
- 2016年11月 心の健康管理を目的に「ストレスチェック事務委託センター」を併設。
- 2017年11月 「採用育成サポート協議会」を設立し、理事長に就任。
- 2021年7月 建設業に特化した「適性適職検査」のシステム開発。
- 2021年2月 求人サイト「採育ちゃんねる」開設。

1. 官公庁や企業の教育やコンサルタントとして「ヒューマンエラー」「クレーム/不具合防止」「技能伝承」「5S改善」など取り組む。
2. 警察署の雑踏警備「DJポリス」の研修をきっかけに、全国で虐待防止研修も行っている。
3. 就職支援と採用支援、人事評価基準の策定まで一貫体制でコンサルティングを行っている。

これまで年間500回以上の研修・講演会延べ12万人以上の受講者がいる。

## 著書
- 2021年「そのミス9割がヒューマンエラー」ISBN 978-4778204808 (株式会社カナリアコミュニケーションズ)
- 2025年「気持ちよく人が動く伝え方」ISBN 978-4866803159(フォレスト出版株式会社)